# 一代风流
《一代风流》，欧阳山的代表性作品长篇小说，包括第一卷《三家巷》、第二卷《苦斗》、第三卷《柳暗花明》、第四卷《圣地》、第五卷《万年春》，其中，《三家巷》认为是欧阳山最出色的，而《三家巷》也被改编成电影和电视剧，广为人知。

## 内容

### 三家巷
1920年代，广州三家巷里，住着手工业工人“周家”、买办资本家“陈家”、官僚地主“何家”，他们是邻居，更是亲戚。
陈家有：陈文英、陈文雄、陈文娣、陈文婕、陈文婷；周家有：周金、周榕、周泉、周炳；何家有何守仁、何守义、何守礼。
一天晚上，这些年轻人聚在一起发誓说要为中华民国的富强而奋斗献身，周炳深受感动。
周炳父亲是铁匠周铁，他没钱读书，在剪刀铺当学徒，陈万利的干儿子，因为替佣人说话而被陈家赶走。
周炳去三姨夫区华家当皮鞋匠，和表姐区桃相爱。
农历七月七日女儿节，广州风俗，女孩要摆巧场，青云鞋铺少东家“林开泰”在区桃脸上拧了一下，周炳见到后，捞起铁锤打他，结果自己被商会辞退。
周炳的舅舅“杨志仆”把周炳安排到药铺当伙计，但是被同事陷害而被掌柜打发走。
何守仁喜欢陈文娣，他推荐周炳去放牛，周炳认识了“胡源”一家。
五卅惨案之后，省港大罢工，区桃英勇献身，周炳痛不欲生，在哥哥中国共产党党员周金和其他中国共产党党员的教育和开导下，他又恢复了活力。
为了查找中国共产党的内奸，周炳和陈文婷合作出演了《雨过天晴》。
不久之后，廖仲恺被暗杀，三家巷的年轻人再次讨论中华民国前途问题，张子豪、李民魁、何守仁、陈文雄反对中华民国由中国共产党执政，周金认识他们是内奸，但是使得周炳大惑不解。
1926年，陈文雄和周泉结婚，陈文娣和周榕则去上海旅行。
蒋介石制造中山舰事件之后，陈文雄、何守仁背叛中国共产党，当了洋人银行的经理，何守仁则当了教育局的一个职员，周炳痛恨他们“反革命”。
北伐时期，周炳参加罢工工人的运动，使得爱他的陈文婷不理解并且劝阻，被周炳拒绝。
9月，周炳因参加罢工而被学校解聘，他回到广州。
10月，这些年轻人第三次聚在一起谈论中华民国前途，陈文雄宣布中国国民党攻克武昌，并且干杯庆祝，表弟杨承辉也站起来，为中国共产党干杯，陈文雄、何守仁主张国共分家，陈文雄、周榕、周炳结果因政治信仰不同而分，周炳觉得陈家没有一个好人。
四一五反革命政变之后，周家三兄弟离开了家乡，何守仁、陈文娣举行了婚礼。
周炳和陈文婷恋爱写信，被陈万利弄到手，去宪兵司令部高密，周金被捕牺牲。
周炳接着更加痛恨蒋介石领导的中国国民党，广州起义打响，周炳参加了“长堤阻击战”和“观音山防御战”，广州起义失败后，他回到家乡再又去了上海，寻找中国共产党的出路。

## 主题和风格
《三家巷》是该长篇小说最出色的一卷，写了广州三家巷三门姓氏三个大家庭的爱情、姻亲、政治信仰的纠葛关系，真实反映了中华民国早期复杂的社会矛盾和时代背景，塑造了那个时代青年人敢爱敢恨、敢于表达自己的政治信仰并且为之牺牲的精神。